# Tahakopa
Tahakopa  est une petite localité de la région de The Catlins, une zone du sud de l’Île du Sud de la Nouvelle-Zélande.

## Situation
Elle est localisée à 25 kilomètres au nord-est de la ville de Waikawa sur le trajet de la rivière Tahakopa. 

## Chemin de fer
Le 17 février 1915, Tahakopa devint le terminus de la ligne de la Catlins River Branch (en) du chemin de fer et le resta jusqu’à ce que l’ embranchement soit fermé le 27 février 1971.
À partir de l’ouverture de la ligne et jusqu’au 12 août 1956, un dépôt de locomotive du chemin de fer était basé dans le village.
L’ancien bâtiment de la gare et la halle à marchandises sont toujours en place actuellement.